# Riesa
Riesa är den största staden i det tyska länet (Landkreis) Meissen. Den ligger ungefär mitt mellan Leipzig och Dresden vid floden Elbe.
Riesa blev 1119 för första gången omnämnt i en urkund av påven Calixtus II som ett kloster med namnet Rezoa. Senare utvecklade sig samhället till köping och 1623 fick Riesa stadsrättigheter.
Efter 1839 ökade näringsverksamheten tydligt på grund av den nybyggda järnvägslinjen. 1878 tillkom även en vägbro över floden och 1888 var en inlandshamn färdigställd. Mellan Riesa och Lauchhammer byggdes 1912 världens första högspänningsledning med 110 kV.